# キャンベル郡 (ワイオミング州)
座標: 北緯44度24分 西経105度55分 / 北緯44.400度 西経105.917度
キャンベル郡（英:  Campbell County）は、アメリカ合衆国ワイオミング州にある郡。人口は4万7026人（2020年）。郡庁所在地はジレットである。

## 歴史
キャンベル郡は1911年に組織された。

## 地理
アメリカ合衆国国勢調査局によると、この郡は総面積12,436 km2 （4,802 mi2）である。このうち12,424 km2 （4,797 mi2）が陸地で、12 km2 （5 mi2）が水地域である。総面積の0.10%が水地域となっている。

### 隣接する郡
- パウダーリバー郡 (モンタナ州)（北）
- クルック郡（東）
- ウェストン郡（東）
- コンヴァース郡（南）
- ジョンソン郡（西）
- シェリダン郡（西）

## 人口動静

キャンベル郡の人口ピラミッド

2000年国勢調査で、この郡は33,698人、12,207世帯、及び9,008家族が暮らしている。人口密度は3/km2 （7/mi2）で、1/km2 （3/mi2）の平均的な密度に13,288軒の住居が建っている。この郡の人種的構成は白人96.06%、アフリカン・アメリカン0.15%、先住民0.93%、アジア系0.32%、太平洋諸島系0.09%、その他の人種1.12%、及び混血1.34%で、人口の3.53%がヒスパニックまたはラテン系である。人口のうち30.3%がドイツ系、11.4%がイングランド系、11.0%がアイルランド系、8.5%がアメリカ系、6.2%がノルウェー系移民の子孫である。
12,207世帯のうち、43.10%は18歳未満の子供と暮らしており、59.80%は夫婦で生活している。8.80%は未婚の女性が世帯主であり、26.20%は家族以外の住人と同居している。20.20%は独身の居住者が住んでおり、3.90%は65歳以上で独居である。785世帯は未婚の恋人と同棲していて、そのうち675世帯は異性愛者、52世帯は男性の同性愛者、58世帯は女性の同性愛者同士で住んでいる。1世帯あたりの平均人数は2.73人であり、家庭の場合は3.16人である。
郡内の住民は31.00%が18歳未満の未成年、18歳以上24歳以下が9.50%、25歳以上44歳以下が32.30%、45歳以上64歳以下が21.90%、及び65歳以上が5.30%にわたっている。中央値年齢は32歳である。女性100人ごとに対して男性は105.60 人いて、18歳以上の女性100人ごとに対して男性は104.10人いる。
この郡の世帯ごとの平均的な収入は49,536米ドルであり、家族ごとでは53,927米ドルである。男性の41,814米ドルに対して女性は21,914米ドルの平均的な収入がある。この郡の一人当たりの収入（per capita income）は20,063米ドルである。人口の7.60%及び家族の5.60%は貧困線以下である。18歳未満の7.70%及び65歳以上の12.40%は貧困線以下の生活を送っている。

## 都市と町
都市
- ジレット（郡庁所在地）

町
- ライト（en:Wright, Wyoming）

国勢調査指定地域
- アンテロープ・ヴァレー・クレストビュー（en:Antelope Valley-Crestview, Wyoming）
- スリーピー・ホロウ（en:Sleepy Hollow, Wyoming）

その他
- レクルース（en:Recluse, Wyoming）
- ロゼット（en:Rozet, Wyoming）
- ウェストン（en:Weston, Wyoming）